# Književnost u 1929.
◄◄ | ◄ | 1926. | 1927. | 1928. | 1929.  | 1930. | 1931. | 1932. | ► | ►►
Arhitektura • Astronomija • Biologija • Film • Fotografija • Glazba • Kazalište • Kemija • Kiparstvo • Knjige • Književnost • Kršćanstvo • Meteorologija • Medicina • Planinarstvo • Politika • Pravo • Promet • Slikarstvo • Strip • Šport • Televizija • Znanost • Zrakoplovstvo • Željeznički promet
Književnost u 1929.

## Svijet

### Književna djela
- Krik i bijes Williama Faulknera
- Zbogom oružje Ernesta Hemingwaya
- Na Zapadu ništa novo Ericha Marie Remarquea

### Nagrade i priznanja
- Nobelova nagrada za književnost:

## Hrvatska i u Hrvata

### Književna djela
- Gospoda Glembajevi Miroslava Krleže

## Vanjske poveznice
|  | Zajednički poslužitelj ima još gradiva o temi Književnost u 1929. |